# Sterilisatie (vruchtbaarheid)

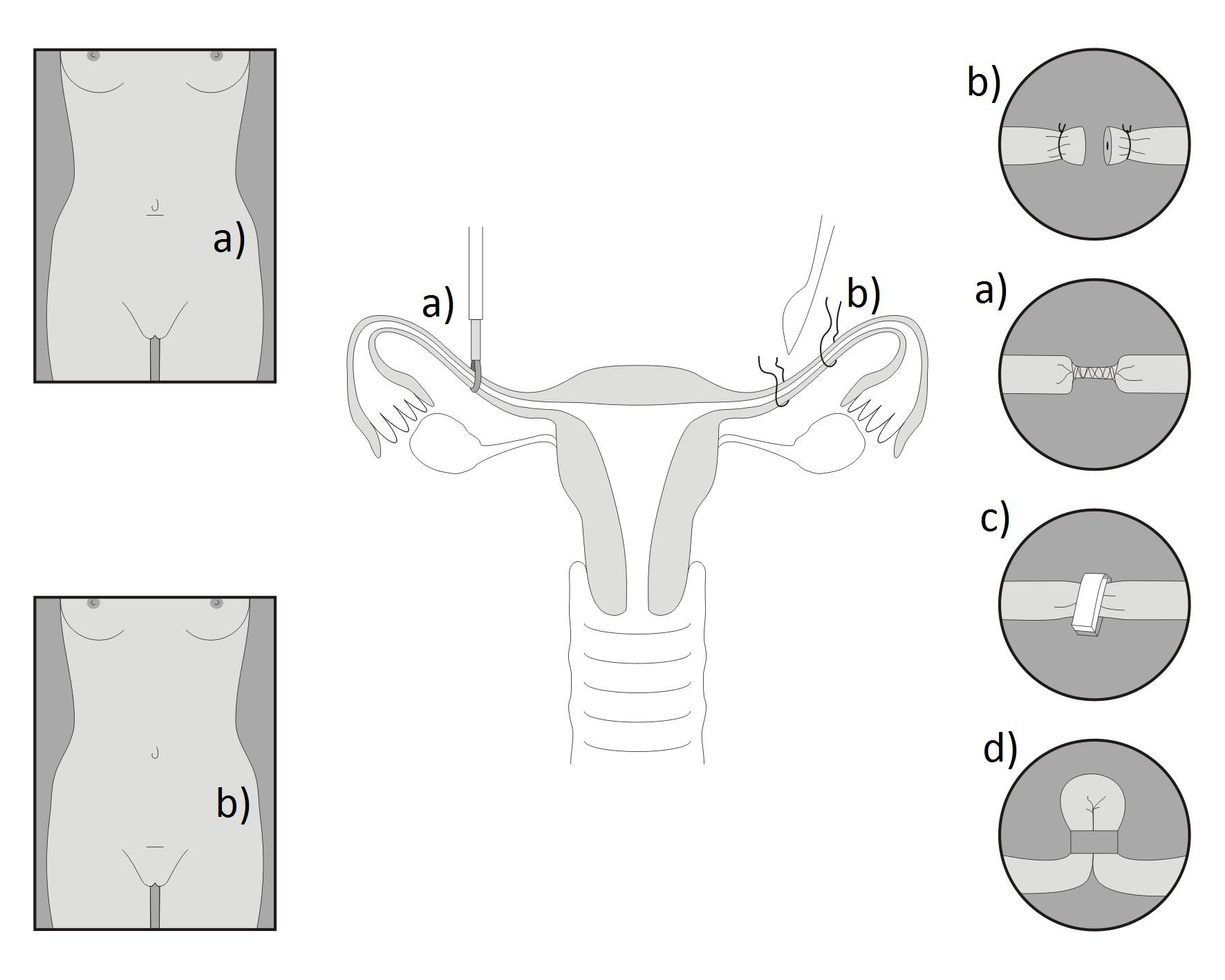
Sterilisatie bij de vrouw, schematische weergave

Sterilisatie bij de mens is het onmogelijk maken van bevruchting door een medische ingreep, meestal als methode voor anticonceptie. De gebruikelijke methode in België en Nederland is het onderbreken van de zaad- of eileiders, zodat bij de man zaadcellen niet meer uit het lichaam vloeien en bij de vrouw vruchtbare eicellen niet meer afdalen in de baarmoeder. Strikt medisch gezien wordt men niet onvruchtbaar, de productie van zaad- en eicellen gaat door, maar de ingreep zorgt er voor dat rijpe eicellen van de vrouw in haar lichaam niet meer in contact komen met zaadcellen van de man. Sterilisatie is in beginsel onomkeerbaar.

## Sterilisatie bij de man
Een man kan gesteriliseerd worden door het dicht bij de teelballen onderbreken van de beide zaadleiders, de doorgang voor zaadcellen om buiten het lichaam te vloeien. Dit heet vasectomie. Het is medisch gezien een kleine ingreep die poliklinisch met lokale verdoving kan plaatsvinden, in het ziekenhuis of bij de huisarts. De wond en het litteken in de balzak kunnen enkele dagen gevoelig zijn. De ingreep werkt niet direct, het duurt enige maanden voordat een man na vasectomie een vrouw niet meer zwanger kan maken.
De sterilisatie is in principe permanent, in sommige gevallen kan een uroloog of gynaecoloog proberen de vruchtbaarheid te herstellen. Dit wordt gedaan door middel van een vaso-vasostomie. Dit is het opnieuw aan elkaar vastmaken van de zaadleiders waar deze waren onderbroken. Dit wordt alleen geprobeerd bij personen die tot de groep behoren waar een kans op slagen van de operatie bestaat. De kans dat met een hersteloperatie de vruchtbaarheid kan worden hersteld neemt met 4% per jaar af, gerekend vanaf de vasectomie. Na een vaso-vasostomie te hebben ondergaan, lukt het maar bij 5 op de 10 mannen om opnieuw een kind te verwekken.

## Sterilisatie bij de vrouw
Bij de vrouw kan sterilisatie plaatsvinden door het blokkeren van beide eileiders waardoor vruchtbare eicellen van de vrouw niet meer in contact kunnen komen met zaadcellen van de man. Er zijn verschillende manieren om de ingreep uit te voeren. Sterilisatie door een kijkoperatie (laparoscopie) in de baarmoederholtes of via de vagina (hysteroscopie) is een betrekkelijk eenvoudige ingreep, waarbij de eileiders worden afgesloten door het plaatsen van clips of plugjes. De ingreep wordt in dagbehandeling gedaan. Na de sterilisatie blijft de menstruatie doorgaan.
De betrouwbaarheid van sterilisatie bij de vrouw is lager dan aanvankelijk werd aangenomen, in bijna 2 procent van de sterilisaties komt alsnog een zwangerschap voor.
Sterilisatie van de vrouw was in het verleden een vrij zware buikoperatie onder narcose, waarbij de eileiders werden verbroken door ze dicht te branden. Na de operatie moest de vrouw vele dagen tot weken rustig aan doen en duurde het veel langer voor alles genezen was. De sterilisatie is in principe permanent, in sommige gevallen kan een gynaecoloog proberen de vruchtbaarheid te herstellen.

### Omstreden sterilisatiemethode
Sinds 2001 bracht de farmaceut Bayer een andere, minder invasieve Essure-sterilisatiemethode (wereldwijd) op de markt. Ook in Europa was er vanwege de voordelen veel vraag naar dit met CE-markering toegelaten product, zodat het dan ook in navenante verhouding werd toegepast. Na vele klachten en complicaties die sinds 2013 aan deze methode werden toegeschreven, nam de vraag naar het product af en werd het in 2017 door Bayer van de Europese markt gehaald.

## Vrijwillige en gedwongen sterilisatie

### Vrijwillige sterilisatie
In België en Nederland vindt sterilisatie veelal vrijwillig plaats, dat was niet altijd mogelijk omdat daar vanuit verschillende religies grote bezwaren tegen bestonden. Het recht als mens zelf te kunnen en mogen kiezen of een medische ingreep wordt uitgevoerd om niet meer bevrucht te worden c.q. te kunnen bevruchten wordt veelal gerekend tot het grondrecht van zelfbeschikking.

### Gedwongen sterilisatie
In verschillende landen is, mede onder invloed van de stroming van de eugenetica, voor kortere of langere tijd sprake geweest van bestuurlijk beleid om vrouwen gedwongen te steriliseren of mensen aan te moedigen zich te laten steriliseren. Daaronder de Verenigde Staten en Zweden. In Nazi-Duitsland zijn door de staat ingrijpende en langjarige programma's van gedwongen sterilisatie uitgevoerd om de voortplanting van volgens de Nazi-ideologie minderwaardige mensen in te perken, schattingen spreken over 300.000 to 450.000 mensen.
In het verleden zijn er voorbeelden bekend geworden van gedwongen steralisaties binnen Belgische Katholieke kerk moederhuizen. Vooral het voorbeeld van het moederhuis Tamar is in de media bekend geworden. Tamar was een moederhuis in de Belgische stad Lommel gerund door de congregatie Zusters Kindsheid Jesu en is meermalen in het nieuws gekomen door verhalen van gedwongen adopties, ongewilde sterilisaties van jonge meisjes en ernstige vormen van misbruik van ongehuwde, zwangere meisjes.

#### Nederland
In Nederland is gedwongen sterilisatie of verplichte anti-conceptie bij wilsbekwame personen niet mogelijk. Dit heeft te maken met het recht op privacy, de onaantastbaarheid van het menselijk lichaam en het recht op een familieleven en om een gezin te stichten, dat zijn grondrechten neergelegd in internationale verdragen en de Grondwet. De Wet op de geneeskundige behandelingsovereenkomst (WGBO) maakt het echter mogelijk om wilsonbekwame personen, zoals mensen met een ernstige verstandelijke beperking, anticonceptie te geven zonder instemming of ondanks verzet van de persoon zelf (artikel 7:465 lid 6 BW). Er moet een wettelijk vertegenwoordiger zijn, deze moet met de behandeling hebben ingestemd en de behandeling moet nodig zijn om ernstig nadeel voor de persoon zelf te voorkomen, ter beoordeling van een arts.